# Льюис, Грейсанна

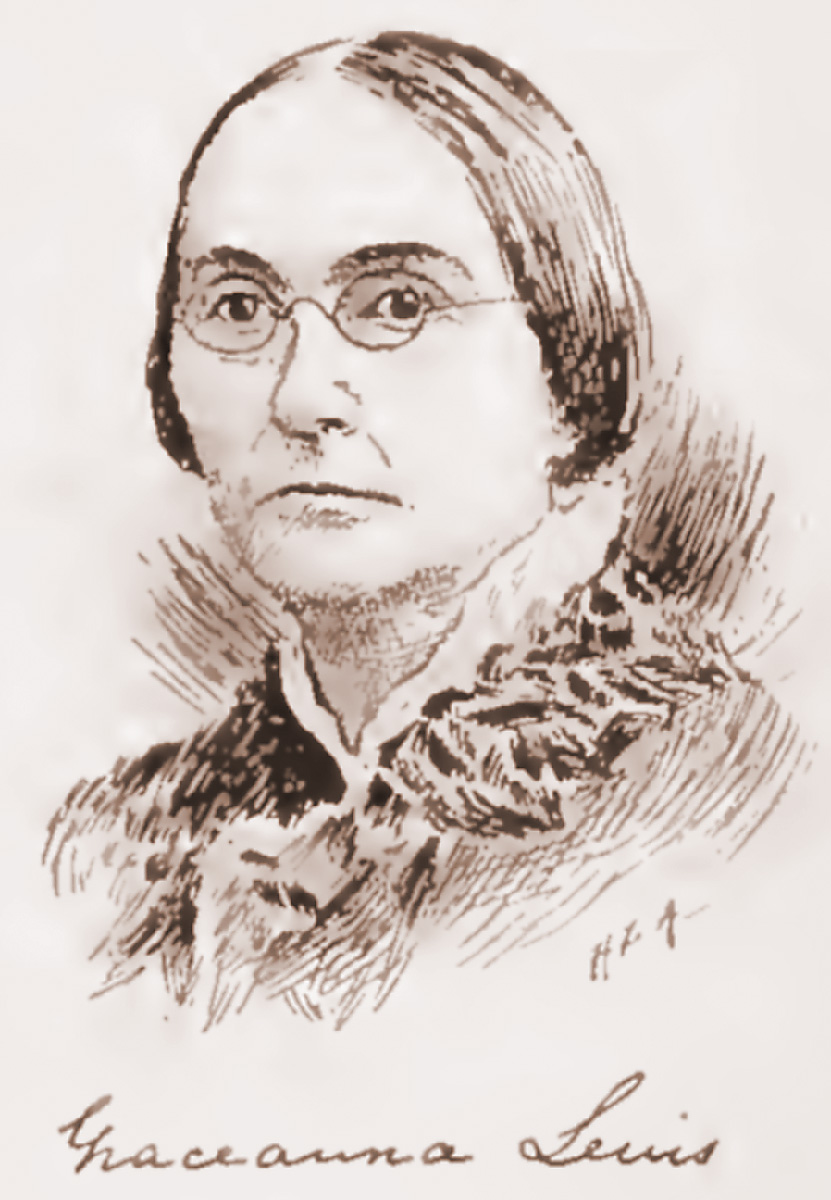
Льюис в National Cyclopaedia of American Biography (1899)

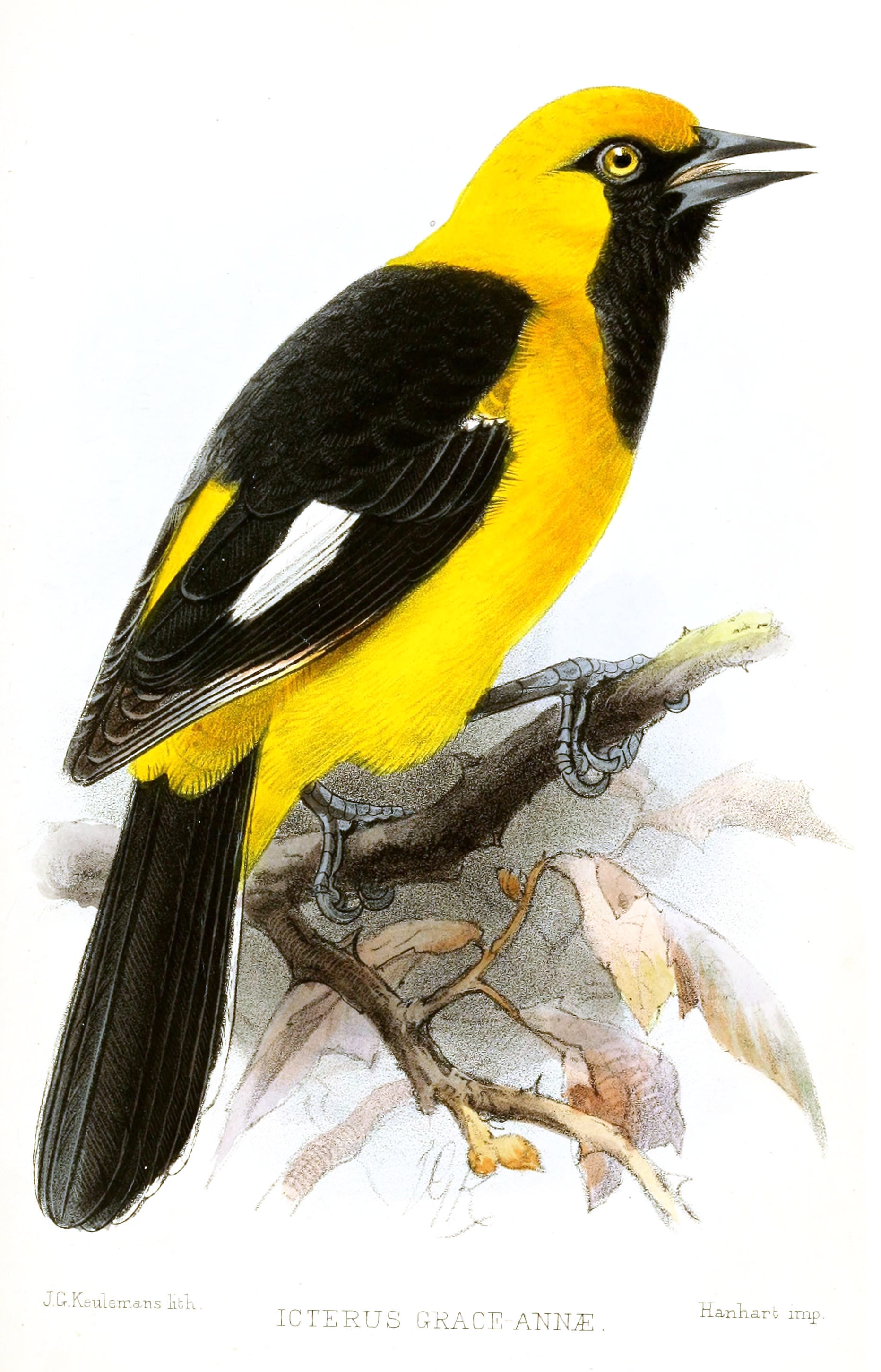
Icterus graceannae

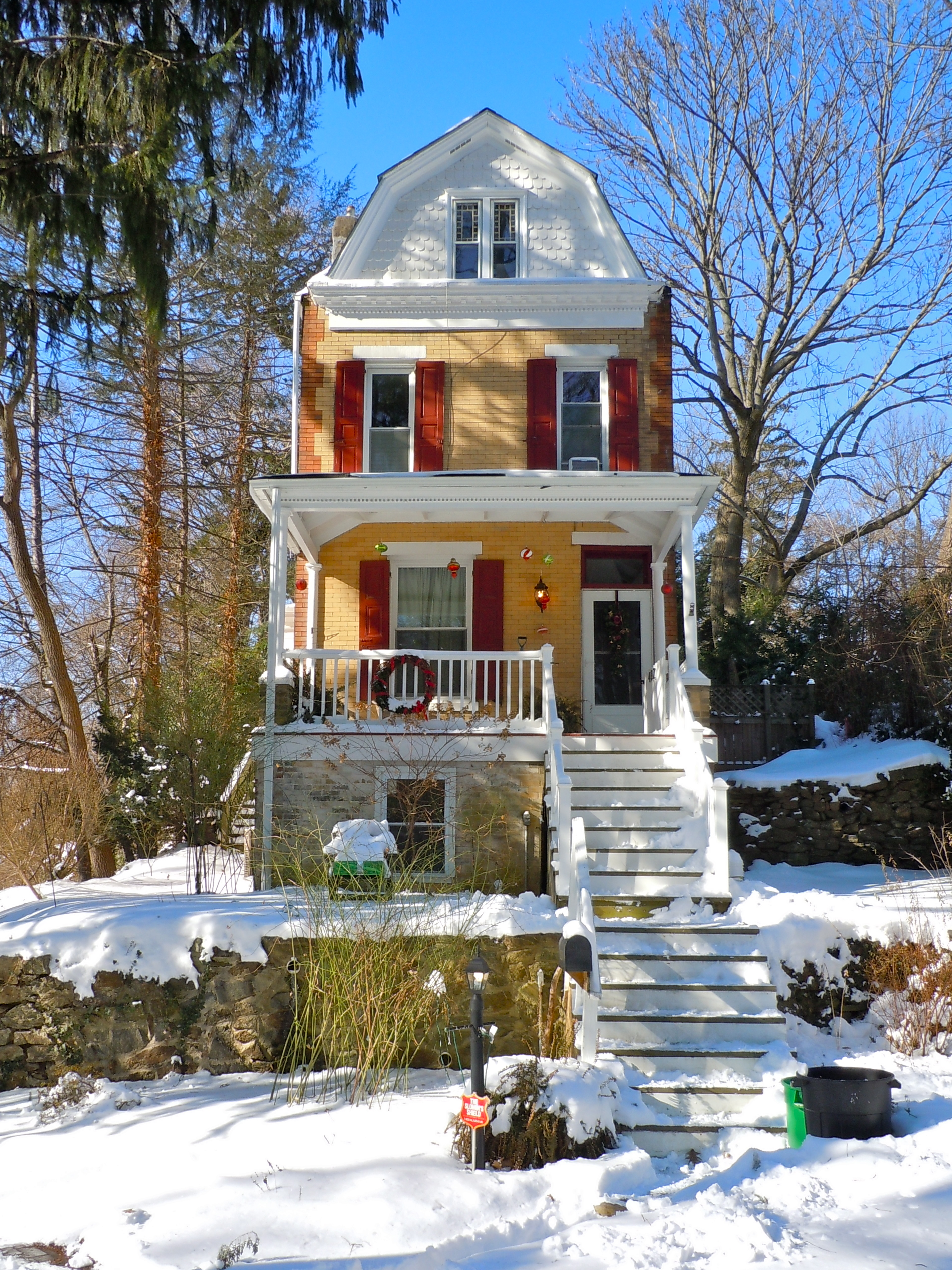
Дом в Медии (2015)

Грейсанна Льюис (1821—1912) — американский натуралист, иллюстратор и социальный активист. Известна как женщина-пионер американской орнитологии. Боролась за отмену рабства, трезвость и права женщин.

## Биография
Родилась в семье квакеров в Пенсильвании. В возрасте всего трёх лет потеряла отца. Мать, до замужества работавшая учительницей, привила девочке страсть к наукам. Также она предоставляла свой дом в качестве перевалочного пункта для беглых рабов, направлявшихся в Канаду. Завершив свое обучение, Грейсанна также стала учительницей ботаники и химии.
В 1850-е она перебралась в Филадельфию, где стала заниматься наукой вместе с небольшой группой квакеров, имевших схожие интересы. В кружок входили Эзра Михенер и Винсент Бернард. В 1862—1867 изучала орнитологию. В 1868 опубликовала книгу The Natural History of Birds. В это период Грейсанну опекал Джон Кассин, смерть которого помешала ей получить работу преподавателя и достичь дальнейших успехов на выбранном поприще.
Большую часть жизни она была критически настроена по отношению к учению Дарвина из-за своих религиозных взглядов. При этом ее штудии сталкивались с сопротивлением — их считали слишком сложными для развлекательных целей, но недостаточно прогрессивными для научных кругов. Женщина читала лекции и профессионально рисовала природу. Часть её иллюстраций посвящены взаимоотношениям царств растений и животных.
Последние десятилетия Льюис провела в городке Медия, штат Пенсильвания, вместе с племянником, художником Чарльзом Льюисом Фусселом. Скончалась она в возрасте девяноста лет, пережив удар.
Вид птиц Icterus graceannae назван в честь учёной.